# Прапор Новосанжарського району
Пра́пор Новосанжа́рського райо́ну затверджений рішенням Новосанжарської районної ради. 
Автор проєкту прапора  — А. Гречило.

## Опис
Прапор Новосанжарського району — прямокутне полотнище зі співвідношенням сторін 2:3, розділене вертикально та горизонтально на 4 рівновеликі поля — два сині і два жовті. На верхньому від древка синьому полі жовтий лапчастий хрест, а на нижньому з вільного краю синьому полі — жовта 8-променева зірка.

## Значення символів
- Козацький хрест — символ вічності, духовності, святості.
- 8-променева зірка — історичний герб містечка Нові Санжари.
- Синій колір — стійкий, сильний, вірний, надійний (за геральдичними правилами XVIII століття — боротьба за свободу).
- Жовтий колір — сонце, світло, добробут, доброта, праця, гідність.